# قرار مجلس الأمن التابع للأمم المتحدة رقم 1401
قرار مجلس الأمن التابع للأمم المتحدة رقم 1401، الذي اتخذ بالإجماع في 28 آذار / مارس 2002، بعد الإشارة إلى جميع القرارات السابقة بشأن الحالة في أفغانستان، بما في ذلك القرارات 1378 (2001) و 1383 (2001) و 1386 (2001)، أيد المجلس إنشاء بعثة الأمم المتحدة للمساعدة في أفغانستان (UNAMA). وستحل محل بعثة الأمم المتحدة الخاصة إلى أفغانستان التي طال أمدها.
وأشار مجلس الأمن إلى دعمه لاتفاق بون وحق الشعب الأفغاني في تقرير مستقبله السياسي. وشدد على أهمية مكافحة الاتجار غير المشروع بالمخدرات والاتجار بالأسلحة وتهديد الألغام الأرضية، وشجع البلدان المانحة التي تعهدت بتقديم مساعدة مالية على الوفاء بالتزاماتها.
وقد أيد القرار إنشاء بعثة الأمم المتحدة لتقديم المساعدة إلى أفغانستان لفترة أولية مدتها 12 شهرا بتفويض وهيكل موصوفين في تقرير الأمين العام كوفي عنان. وبحسب التقرير، ستركز بعثة الأمم المتحدة لتقديم المساعدة إلى أفغانستان على مجالين رئيسيين: الشؤون السياسية والإغاثة والإنعاش والتعمير مع المكاتب في جميع أنحاء البلاد. وأكد المجلس من جديد دور الممثل الخاص للأمين العام الأخضر الإبراهيمي في إدارة أنشطة الأمم المتحدة في أفغانستان. وتم حث الأطراف الأفغانية على ضمان الأمن وحرية الحركة لأفراد البعثة.
وشدد المجلس على أن المساعدة في الإنعاش والتعمير يمكن أن تساعد في تنفيذ اتفاق بون. وعلاوة على ذلك، شدد على ضرورة تقديم المساعدة الإنسانية عند الحاجة، وعلى السلطات الأفغانية للحفاظ على بيئة آمنة واحترام حقوق الإنسان.
وأخيراً، طُلب من القوة الدولية للمساعدة الأمنية أن تعمل بشكل وثيق مع الأمين العام وممثله الخاص  ، ويُطلب من الأمين العام تقديم تقرير كل أربعة أشهر عن تنفيذ القرار الحالي.

## روابط خارجية
- نص القرار في undocs.org
- موقع بعثة الأمم المتحدة لتقديم المساعدة إلى أفغانستان